# Фосфат лантана(III)
Фосфат лантана(III) — неорганическое соединение, соль металла лантана и ортофосфорной кислоты с формулой LaPO4, бесцветные кристаллы, плохо растворимые в воде, образует кристаллогидрат.

## Получение
- Прокаливание оксида лантана(III) с гидрофосфатом аммония-натрия:

{\displaystyle {\mathsf {La_{2}O_{3}+3NH_{4}NaHPO_{4}\ {\xrightarrow {T}}\ 2LaPO_{4}+Na_{3}PO_{4}+3NH_{3}+3H_{2}O}}}
- Обменная реакция между растворимой солью лантана и фосфатом натрия:

{\displaystyle {\mathsf {La_{2}(SO_{4})_{3}+2Na_{3}PO_{4}\ {\xrightarrow {}}\ 2LaPO_{4}\downarrow +3Na_{2}SO_{4}}}}

## Физические свойства
Фосфат лантана(III) образует бесцветные кристаллы двух модификаций:
- моноклинная сингония, пространственная группа P 21/n, параметры ячейки a = 0,690 нм, b = 0,706 нм, c = 0,649 нм, β = 103,57°, Z = 4;
- гексагональная сингония, пространственная группа P 622, параметры ячейки a = 0,7081 нм, c = 0,6468 нм, Z = 3.

Образует кристаллогидрат состава LaPO4•½H2O.